# Eusterinx refractaria
Eusterinx refractaria är en stekelart som beskrevs av Rossem 1982. Eusterinx refractaria ingår i släktet Eusterinx och familjen brokparasitsteklar. Arten är reproducerande i Sverige. Inga underarter finns listade i Catalogue of Life.